# Novodvorský rybník I
Novodvorský rybník I je rybník o rozloze vodní plochy 7,98 ha nalézající se na Svébořickém potoce asi 1,5 km severovýchodně od centra obce Hvězdov v okrese Česká Lípa. 
Rybník je ve vlastnictví Vojenských lesů a je využíván pro chov ryb. Na rybníce je zaveden lov trofejních ryb systémem "Chyť a pusť".

## Galerie

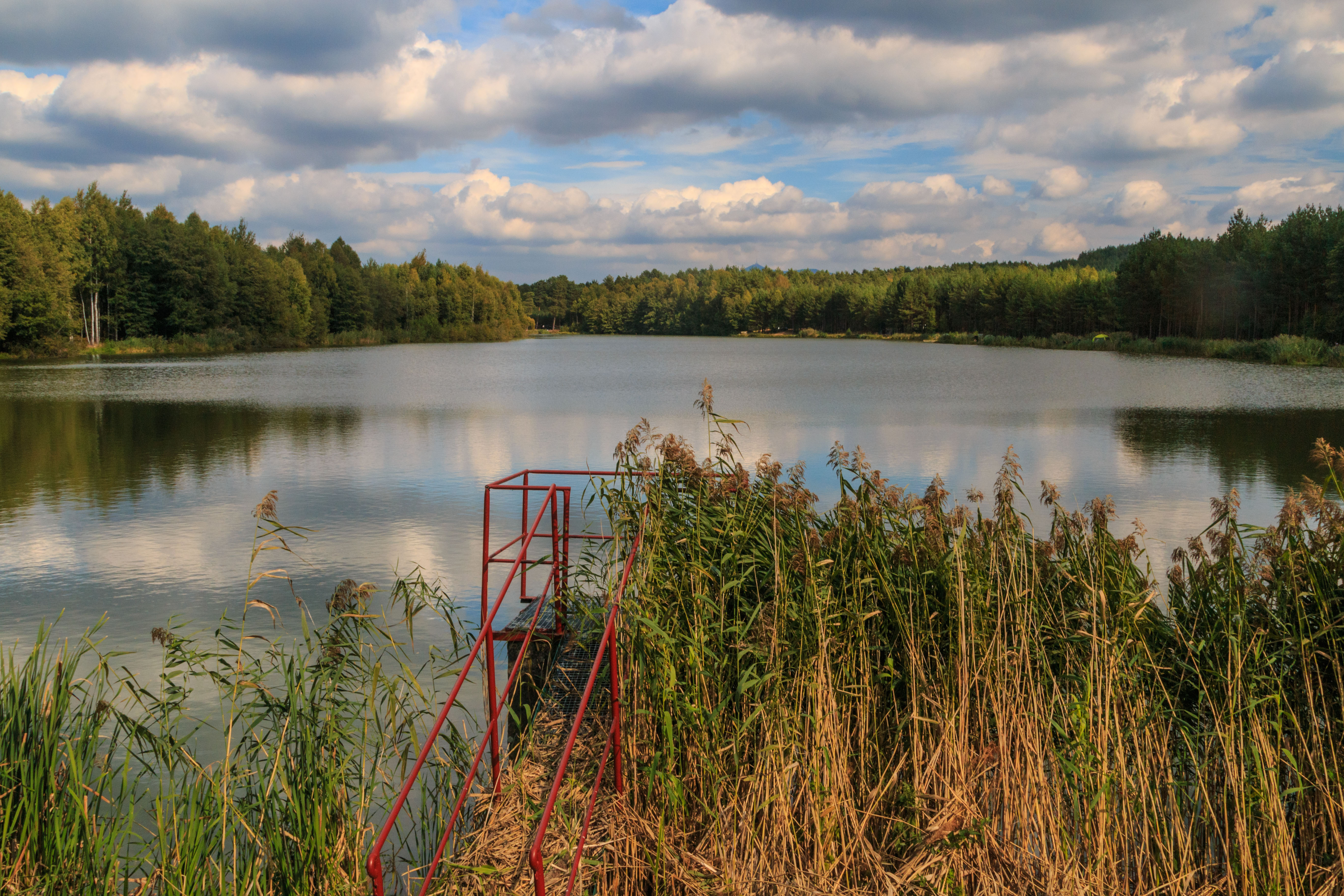
pohled na Novodvorský rybník I u Hvězdova
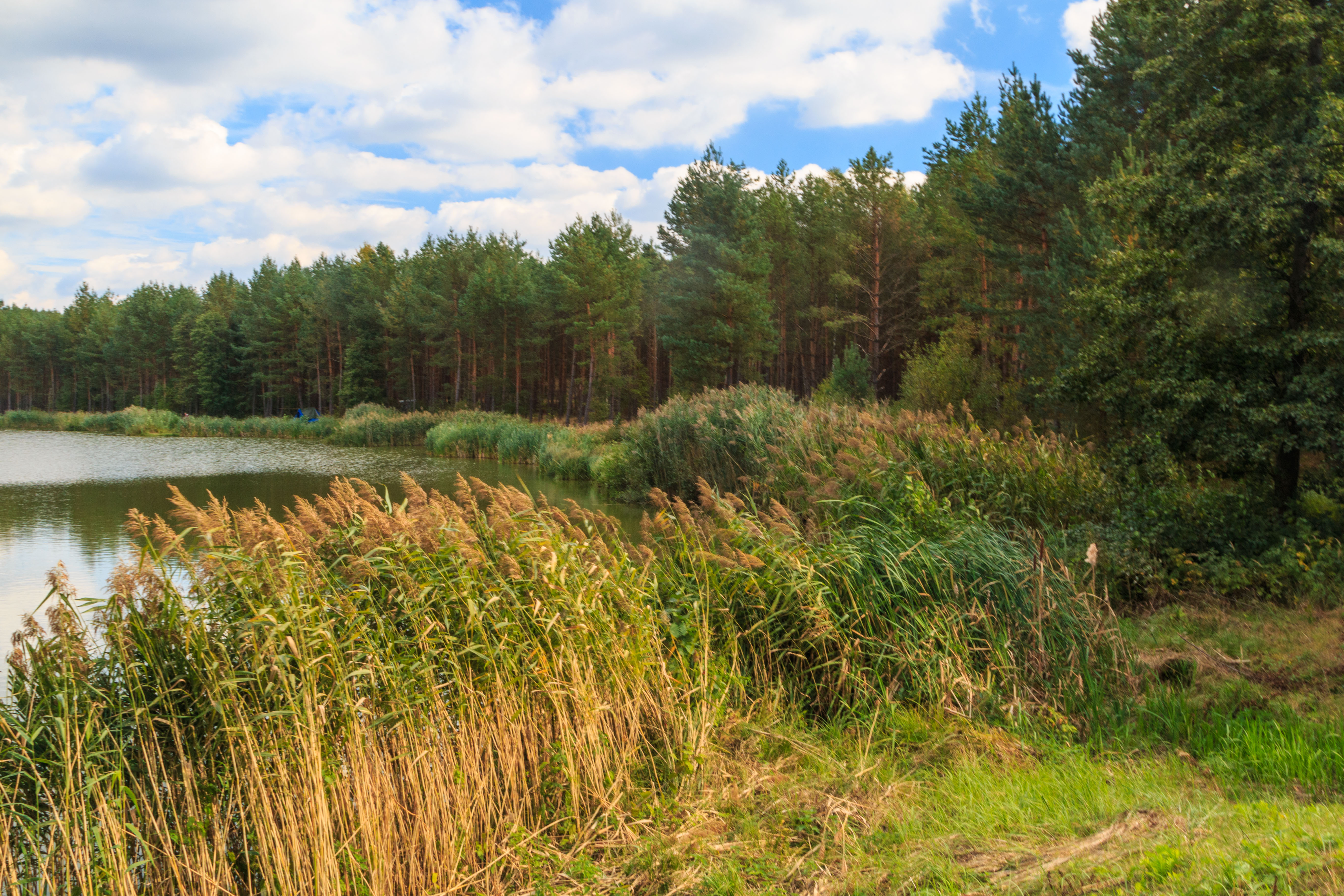
pohled na Novodvorský rybník I u Hvězdova
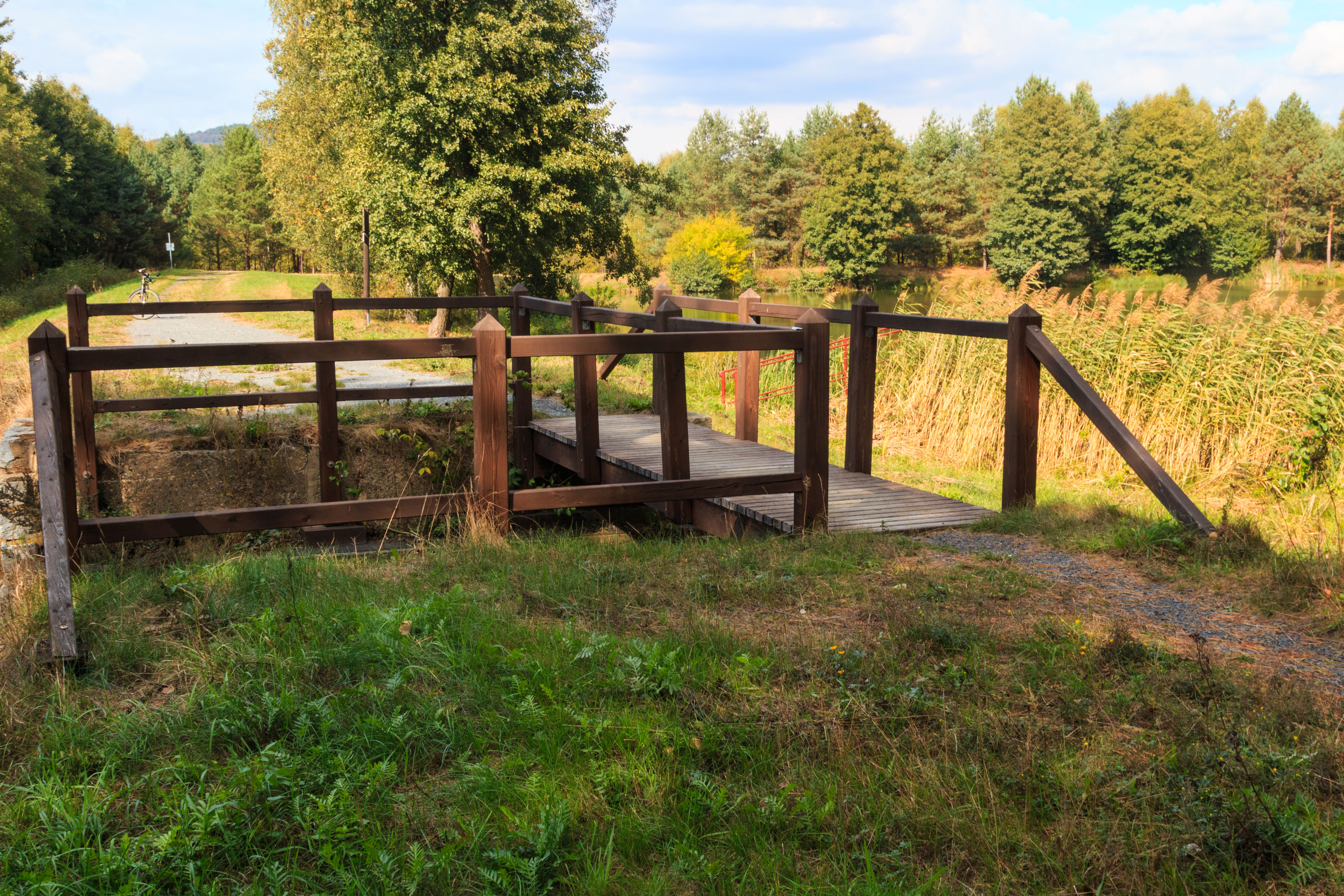
pohled na Novodvorský rybník I u Hvězdova
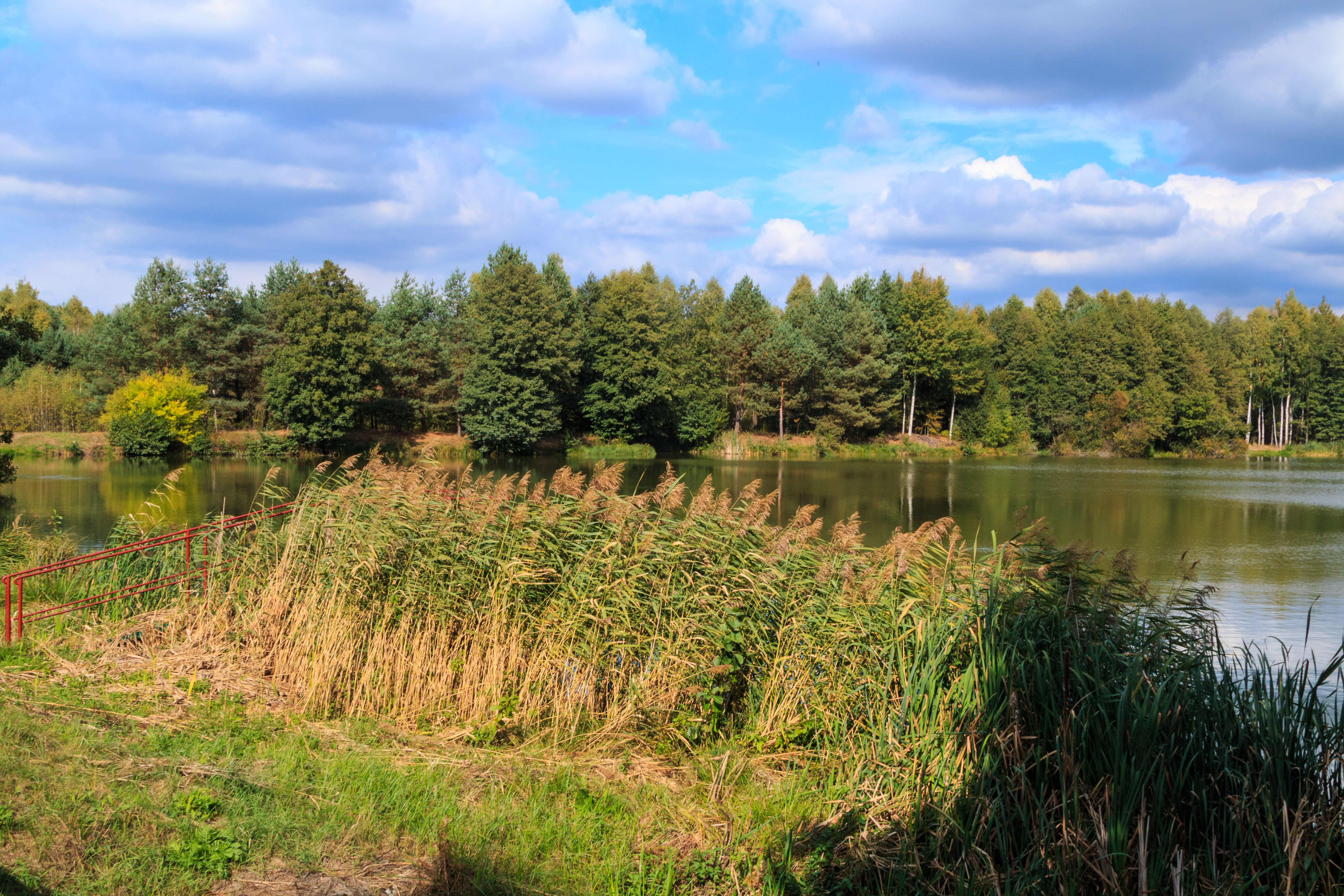
pohled na Novodvorský rybník I u Hvězdova